# Kołobrzeski
Kołobrzeski là một huyện thuộc tỉnh Zachodniopomorskie của Ba Lan. Huyện có diện tích 725 km². Đến ngày 1 tháng 1 năm 2011, dân số của huyện là 77244 người và mật độ 107 người/km².